# Prilidiano Pueyrredón
Prilidiano Pueyrredón (24 de janeiro de 1823 - 3 de novembro de 1870) foi um pintor, arquiteto e engenheiro argentino. Como um dos primeiros pintores proeminentes do país, ficou conhecido pela sua sensibilidade costumbrista e preferência pelos temas do cotidiano.

## Juventude
Pueyrredón foi o único filho de Juan Martín de Pueyrredón, então encarregado como Diretor Supremo das Províncias Unidas do Rio da Prata, e María Calixta Tellechea y Caviedes, uma aristocrata. Completou a educação primária na instituição nobre Colegio de la Independencia. Em 1835 sua família mudou-se para a Europa, onde ele terminou seus estudos básicos. Passou o ano escolar em Paris e os verões em Cádiz, onde seu pai tinha um negócio de importação de couro argentino.

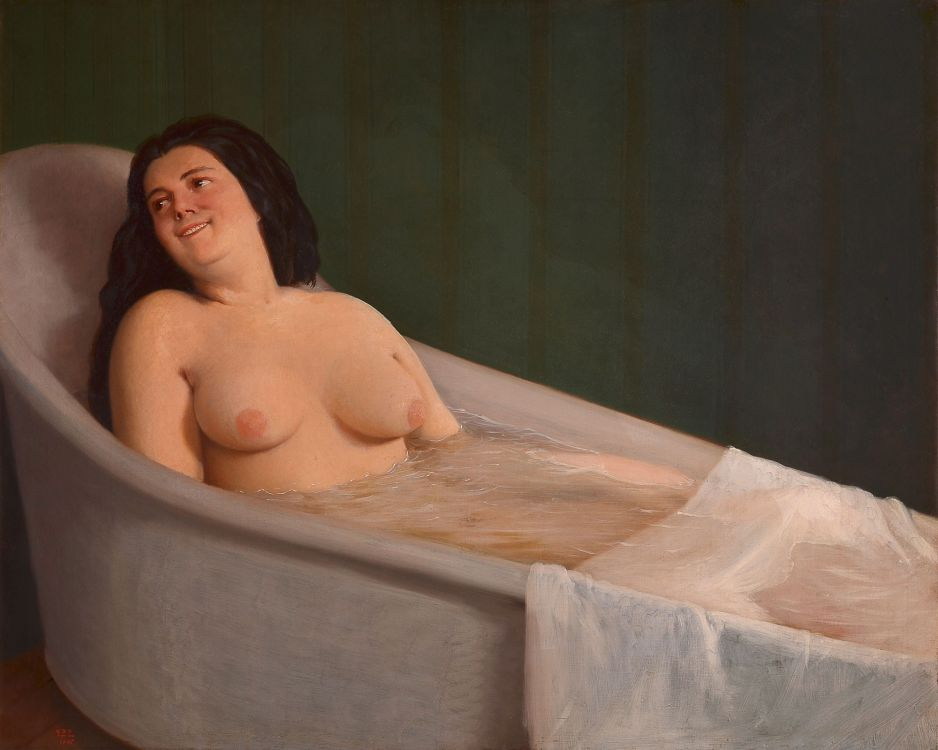
El baño, (1865)

Seis anos depois, enquanto as relações entre a França e a Argentina sofriam devido à recusa de Juan Manuel de Rosas em conceder privilégios comerciais a navios franceses - um problema que não seria resolvido até a Batalha da Vuelta de Obligado, alguns anos depois -, os Pueyrredóns deixam a Europa para ir ao Rio de Janeiro. A atmosfera liberal da cidade encorajou a vocação artística de Prilidiano. No seu retorno a Paris, três anos depois, ele recebeu a permissão de seus pais para estudar engenharia.

## Retorno a Buenos Aires

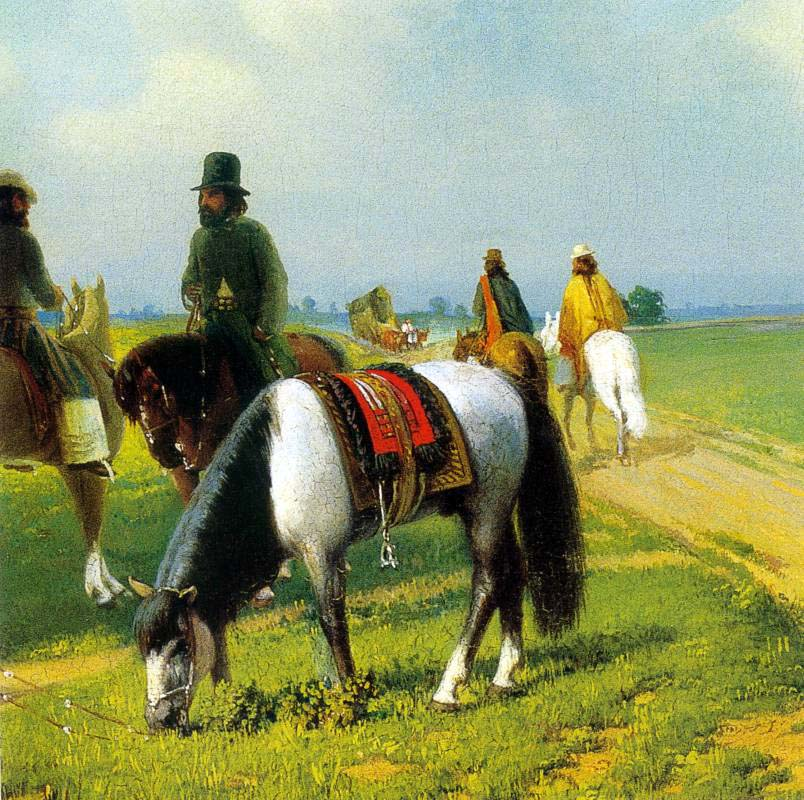
Detalhe de Un alto en el campo.

Em 1849, enquanto o pai de Prilidiano estava seriamente doente, a família toda retornou a Buenos Aires. O general morreu no ano seguinte na propriedade da família em San Isidro. Apesar do jovem Pueyrredón, já um engenheiro, ser uma figura peculiar pelos padrões da aristocracia porteña, e dos rumores sobre sua imoralidade -, ele tornou-se o primeiro pintor em Buenos Aires a retratar nus. Dois de seus quadros deste gênero, La siesta e El baño, sobreviveram até os dias atuais e estão no Museu Nacional de Belas Artes. Ele conseguiu ganhar o prestígio dos aristocratas ao pintar seus retratos. Seus modelos incluíram Manuelita, a filha de Rosas, que ele retratou em 1851, pouco antes da derrota do caudilho.
No meio daquele ano, contudo, ele teve uma discussão com seu primo e sua vizinha Magdalena Costa, com quem havia namorado, e isso o fez deixar a cidade e retornar temporariamente para Cádiz. Lá, um caso com uma garota local o levou ao nascimento de sua única filha.

## Maturidade artística

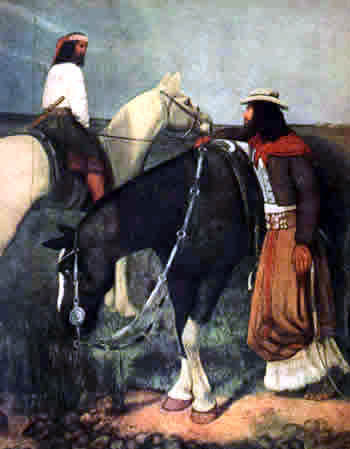
Capataz y peón de campo, (1864).

Pueyrredón retornou a Buenos Aires pela última vez em 1854 e aplicou suas habilidades com engenharia e arquitetura em diversos trabalhos públicos que o porto da cidade, separadamente da Confederação Argentina, havia iniciado. Ele trabalhou na restauração e ampliação de muitos monumentos, entre eles a capela do Cemitério da Recoleta, a Pirámide de Mayo da Praça de Maio e a Casa Rosada. Como um planejador urbano, projetou a Praça da Vitória, um parque onde antes era a Avenida Julio, além da ponte no bairro de Barracas. Ele projetou a mansão construída por Miguel de Azcuénaga em Olivos, que mais tarde se tornou a residência oficial do Presidente da Argentina.
Os anos 50 e 60 foram o período mais prolífico de Pueyrredón como pintor. 233 trabalhos sobrevivem até os dias atuais, dos quais mais da metade foram encomendas. Por aquele tempo, tornou-se um dos primeiros pintores a explorar a figura do gaúcho, que ele retratou em um estilo romântico descoberto enquanto vivia na Europa. Vários de seus trabalhos mais famosos mostram a vida na natureza dos pampas e margens do Rio da Prata: Un alto en el campo (1861), Capataz y peón de campo (1864), Lavanderas del Bajo Belgrano (1865) e Recorriendo la estancia (1865).
Pueyrredón morreu em 3 de novembro de 1870, aos 47 anos, também na propriedade de sua família em San Isidro, onde faleceu o seu pai. Foi quase totalmente esquecido até a década de 30, quando críticos argentinos reconheceram suas contribuições à herança artística do país, apreciando particularmente a retratação de seu pai.